# Fußballmeisterschaft des Deutschen Makkabi-Kreises
Die Fußballmeisterschaft des Deutschen Makkabi-Kreises war ein jüdischer Fußballwettbewerb während der Zeit des Nationalsozialismus. Er wurde nach der nationalsozialistischen „Machtergreifung“ ins Leben gerufen, als jüdische Sportler zwangsweise aus den Vereinen ausgeschlossen wurden und die beiden jüdischen Sportverbände Makkabi und Schild daraufhin bis 1938 eigene deutsche Meisterschaften austrugen.

## Fußballmeister des Deutschen Makkabi-Kreises
- 1934: Bar Kochba-Hakoah Berlin
- 1935: vermutlich nicht ausgetragen
- 1936: Bar Kochba Frankfurt
- 1937: Bar Kochba Frankfurt
- 1938: Bar Kochba-Hakoah Berlin